# Raining Stones
Raining Stones (no Brasil, Chuva de Pedras) é um filme de drama britânico de 1993 dirigido por Ken Loach e escrito por Bruce Jones. Estrelado por Julie Brown, Gemma Phoenix e Ricky Tomlinson, venceu o Prêmio do Júri do Festival de Cannes.

## Elenco
- Bruce Jones – Bob
- Julie Brown – Anne
- Gemma Phoenix – Coleen
- Ricky Tomlinson – Tommy
- Tom Hickey – Barry
- Mike Fallon – Jimmy
- Ronnie Ravey – Butcher
- Lee Brennan – Irishman
- Karen Henthorn
- Christine Abbott – May
- Geraldine Ward – Tracey
- William Ash – Joe
- Matthew Clucas – Sean